# Elettrione
Elettrione (in greco antico: Ἠλεκτρύων?, Ēlektrýōn) è un personaggio della mitologia greca, figlio di Andromeda e Perseo, fu il marito di Anasso (citata anche come Lisidice od Euridice)  figlia di suo fratello Alceo. 

Fu re di Micene. Fu il nonno materno di Eracle.

## Mitologia
Era fratello di Alceo, Eleio, Mestore, Perse, Stenelo e Cinuro ed aveva come sorelle Autocte e Gorgofone.
Quando suo padre morì, Elettrione divenne re di Micene.
I suoi figli furono Alcmena (la madre di Eracle e di Ificlo), Anfimaco, Archelao, Stratobate, Gorgofone, Filonomo, Celeneo, Lisinomo, Chirimaco ed Anattore.
Ebbe anche un figlio illegittimo (Licimnio) da una donna Frigia di nome Midea.
Quando giunsero i figli di Pterelao, chiedendo che Elettrione restituisse il trono che era stato del loro antenato Mestore, Elettrione rifiutò, scatenando una guerra che uccise tutti i figli maschi sia di Elettrione (solo Licimnio ebbe salva la vita) che di Pterelao, fra i quali si salvò solo Evere.
Dopo la battaglia, Elettrione fu costretto alla fuga.
Elettrione fu poi ucciso da Anfitrione, marito di Alcmena, ma secondo altre fonti, fu ucciso durante un litigio. Gli successe sul trono il fratello Stenelo.